# Szarvas László (műsorvezető)
Szarvas László (1966. december 15. –) televíziós műsorvezető.

## Élete
1991-ben diplomázott a Budapesti Közgazdaságtudományi Egyetem nemzetközi kapcsolatok szakán. Az egyetemi évek alatt a Magyar Nemzet külpolitikai rovatánál, a Magyar Televízióban pedig a Panorámának és a Híradónak készített anyagokat. Tanulmányai egy részét Franciaországban és az Egyesült Államokban folytatta.
Pályafutását a Renault Hungária kommunikációs igazgatójaként kezdte. 1995 végétől a brit tulajdonú Mmd PR ügynökség budapesti irodáját vezette, majd később a cég közép-európai regionális fejlesztéséért is felelt. 1998 januárjától a TV2 Tények és a Jó estét, Magyarország! című műsorának műsorvezető-szerkesztője.
Majd A Nagy Ő-ben műsorvezetőként segítette a szerelemre vágyókat. A televíziós újságírói tevékenység mellett a Café PR stratégiai irányítását is ellátta. Később a TV2-n a Dolce Vita című műsor házigazdája lett.
2007-ben felhagyott a televíziózással. Jelenleg (2012) a Café PR nemzetközi igazgatója.